# Донегаль
Донегаль или донегол (Donegal) — плотная, довольно жесткая и грубоватая шерстяная ткань, одна из разновидностей твида. Обычно обладает полотняным переплетением, реже саржевым. Поверхность этого материала имеет характерный меланжевый эффект — на фоне спокойного натурального цвета выделяются яркие разноцветные узелки и шишечки, которые вводятся в уточную нить перед скручиванием.

## История
Изготовлением шерстяных тканей на территории графства Донегол в Северо-Западной Ирландии занимаются как минимум с XVIII века, но при этом твид Донегол в более или менее современном виде там стали производить лишь в конце XIX века. Первоначально эта материя ткалась вручную крестьянами и рыбаками, но со временем появились фабрики с профессиональными ткачами в штате. В настоящее время донегольский твид ткут как вручную (на традиционных станках), так и на машинах, которые начали использовать в Донеголе в 1960-е и 1970-е годы.

## Применение
Твид Донегол используют для пошива пиджаков, костюмов, жилетов, кепок, шляп, шарфов, брюк, пальто и некоторых других предметов гардероба, причём как мужских, так и женских. Кроме того, он применяется для создания пледов и покрывал. Вещи из этой ткани часто делаются за пределами Ирландии, но бывают и исключения (кепки Hanna Hats, одежда Kelly Menswear, некоторые изделия Magee 1866).

## Производители
В Ирландии твид Донегол изготавливают фирмы Magee 1866, Triona Design, Studio Donegal, Molloy & Sons, McNutt of Donegal. Стоит иметь в виду, что сейчас подобный твид с разноцветными вкраплениями производится и за пределами Ирландии, но качество таких образцов может быть посредственным, тем более что некоторые фирмы добавляют к шерсти хлопчатобумажные и синтетические волокна. Соответственно, при покупке вещи из донегольского твида стоит уточнять, действительно ли ткань была соткана в Донеголе.